# 凱特·芙格麗
凱特·伊莉莎白·芙格麗（英語：Kate Elizabeth Voegele，1986年12月8日—）是位美國創作歌手、音樂家與女演員。

## 事业

### Don't Look Away and Acting 首次发布
2007年Voegele发布了个人的首支单曲"Only Fooling Myself"。

### A Fine Mess and Touring
2008年Voegele开始为新专辑写歌,到年末的时候,她签约了Interscope Records。 同时为这张专辑她还翻唱了"When You Wish Upon a Star "DisneyMania 6。
Kate的第二张专辑, A Fine Mess 在2009年5月18日发布。

### Gravity Happens
2011年4月2号, Voegele称新专辑将在2011年5月17日发布。Voegele将会为Natasha Bedingfield在她的Less is More Tour的巡演中演唱新专辑的歌曲.